# 長野県道155号男女倉長門線
長野県道155号男女倉長門線（ながのけんどう155ごう おめくらながとせん）は、長野県小県郡長和町を通る一般県道。

## 概要

### 路線データ
- 起点：小県郡長和町大字和田字男女倉（国道142号交点）
- 終点：小県郡長和町大字大門（国道152号交点）

## 通過する自治体
- 小県郡長和町

## 交差・接続する道路
- 国道142号 - 長和町和田（起点）
- 国道152号 - 長和町大門（終点）

## 周辺
- ブランシュたかやまスキー場